# Himmel und Erde

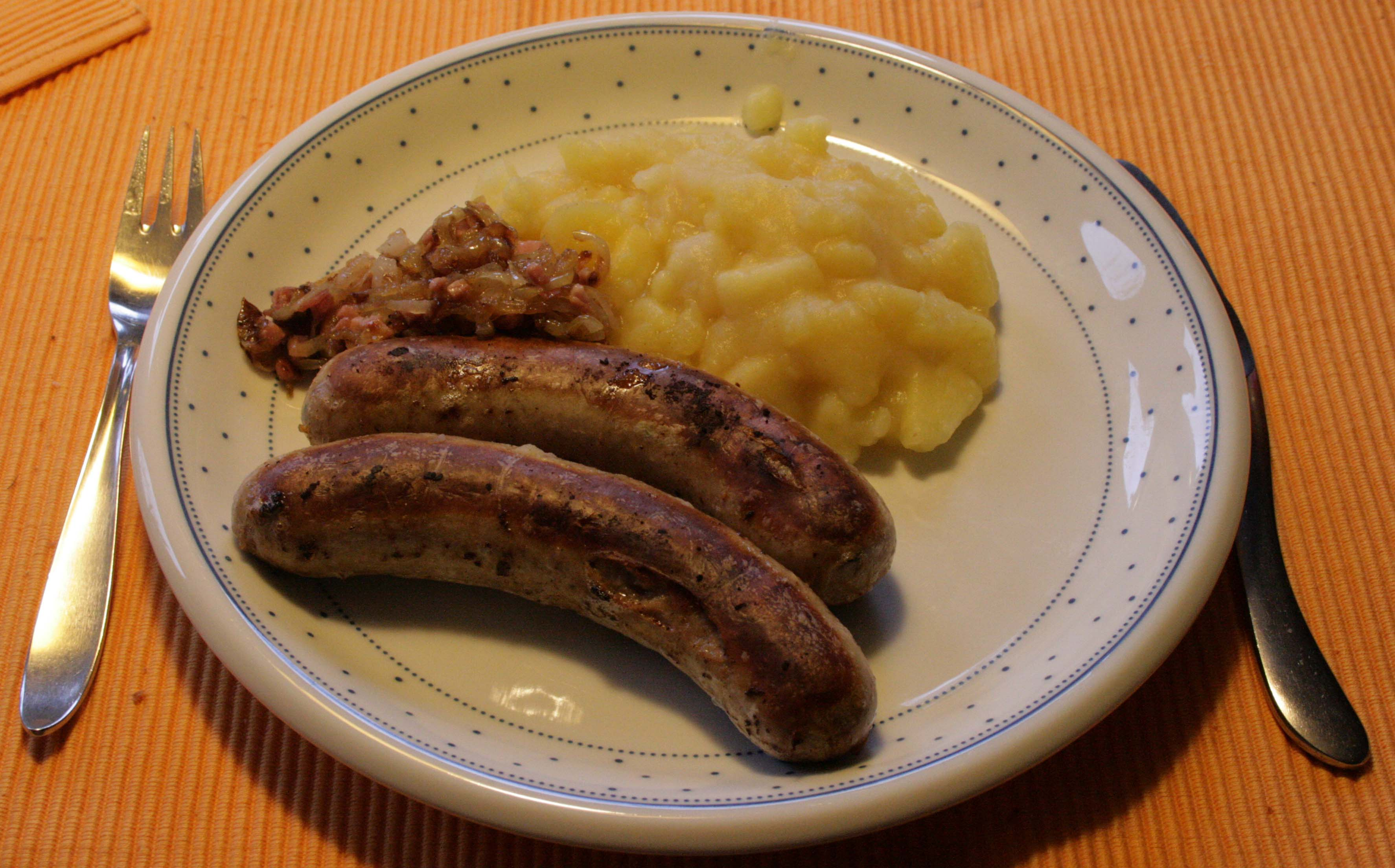
Himmel und Erde servido en plato con salchichas Bratwurst, speck y cebolla fritos sobre el puré de manzana.

Himmel und Erde (Himmel un Ääd en el dialecto de Colonia, en idioma castellano significa: "cielo y tierra") es un plato tradicional de la cocina de Westfalia y de Baja Sajonia (Alemania) está elaborado con puré de patatas y compota de manzana, llevando además Blutwurst ahumada (morcilla) y frita, se acompaña de cebollas fritas hasta llegar al punto de ser acarameladas y según la receta del cocinero puede llevar speck o Leberwurst asado. En la región de Hamburgo en lugar de la morcilla se puede añadir Grützwurst (salchicha especial de Hamburgo).

## Etimología e Historia
El plato es conocido desde el siglo XVIII en las comarcas alemana de Westfalia. Su nombre: Himmel und Erde (Cielo y tierra) es fácil de comprender si se entiende que en el lenguaje regional la patata es denominada literalmente como "manzana de tierra" (Äädappel en Colonia) y a la manzana se la denomina "Apfel", el nombre del plato es un juego de palabras en el que la manzana: que crece en el manzanal (cielo o Himmel') viene a significar la compota de manzana. Por otro lado la tierra proviene de la patata que se pone al lado de la compota en forma de puré de patatas. La morcilla ocupa un lugar entre medias.